# Katia Winter
Katia Winter (* 13. Oktober 1983 in Stockholm, Schweden) ist eine schwedische Schauspielerin.

## Leben
Bereits in frühen Jahren zog Katia Winter mehrfach um und lebte zeitweise in Italien, England und den USA. Sowohl in ihrer alten Heimat Stockholm als auch in England studierte sie zunächst Schauspielerei, bis sie 2005 in dem Film Stockholm Boogie einen ersten Auftritt als Nebendarstellerin hatte. Im selben Jahr arbeitete sie zudem noch an dem Film Storm mit, zwei weitere Produktionen folgten 2007. Nach 2007 pausierte sie zwei Jahre, in denen keine größeren Produktionen mit ihr erschienen. 2009 brachte sie jedoch mit Barry Brown ihren nächsten Film heraus und setzte in diesem Jahr mit acht Filmen und Auftritten in Fernsehserien wie Lewis – Der Oxford Krimi eine hohe Zahl von Leinwandauftritten um. Zu den Filmen dieses Jahres zählte auch das Drama Unmade Beds, für das der Regisseur einen Preis erhielt. Auch 2010 kamen zwei Filme mit Katia Winter heraus, unter anderem das Psycho-Drama Anaphylaxis, an dem sie unter der Regie von Ayman Mokhtar arbeitete.
Nachdem sie in die USA gezogen war, wurde sie sofort für die weibliche Hauptrolle in dem Film Arena verpflichtet, wo sie an der Seite von Kellan Lutz und Samuel L. Jackson zu sehen war. Kurz danach spielte sie größere Rollen in den Independentfilmen Love Sick Love und Banshee Chapter.
2012 hatte sie außerdem einen Gastauftritt in der Fernsehserie Navy CIS und bekam im selben Jahr auch eine wiederkehrende Rolle in der 7. Staffel der Fernsehserie Dexter, wo sie die russische Stripperin Nadia spielte, die in einem Club in Miami arbeitet.
Von 2013 bis 2015 porträtierte Winter in der Fox-Mysteryserie Sleepy Hollow – einer Adaption von Washington Irvings The Legend of Sleepy Hollow – die Hauptfigur der Katrina Crane.
Sie lebt derzeit in Los Angeles, Kalifornien.

## Filmografie (Auswahl)
- 2005: Stockholm Boogie
- 2005: Storm
- 2005: Dubplate Drama (Fernsehserie, 7 Folgen)
- 2007: Night Junkies
- 2007: The Seer
- 2009: Barry Brown (Kurzfilm)
- 2009: London Nights (Unmade Beds)
- 2009: Malice in Wonderland
- 2009: Level Playing Field (Kurzfilm)
- 2009: Prey and Escape (Kurzfilm)
- 2009: Lewis – Der Oxford Krimi (Lewis, Fernsehserie, Folge 3x01 Allegory of Love)
- 2010: Anaphylaxis
- 2010: The Symmetry of Love
- 2011: Arena
- 2011: Freya (Kurzfilm)
- 2011: Everywhere and Nowhere
- 2012: Love Sick Love
- 2012: Navy CIS (NCIS, Fernsehserie, Folge 9x17 Need to Know)
- 2012: Dexter (Fernsehserie, 9 Folgen)
- 2013: Crimes of Passion – Tragedy in a Country Churchyard (Fernsehfilm)
- 2013: Fedz
- 2013: Banshee Chapter
- 2013: Stranger Within
- 2013–2015: Sleepy Hollow (Fernsehserie, 26 Folgen)
- 2014: Luna
- 2015: Knight of Cups
- 2017: Negative
- 2019–2023: Blood & Treasure – Kleopatras Fluch (Blood & Treasure, Fernsehserie, 12 Folgen)
- 2019: The Wave – Deine Realität ist nur ein Traum (The Wave)
- 2019: Solsidan (Fernsehserie, 3 Folgen)
- 2020: Diese 10 Dinge tun wir bevor wir uns trennen (10 Things We Should Do Before We Break Up)
- 2020: Hamilton – Undercover in Stockholm (Hamilton, Fernsehserie, 5 Folgen)
- 2020: You’re Not Alone
- 2020: The Catch
- 2022: Ur spår
- 2022–2024: The Boys (Fernsehserie, 5 Folgen)
- 2022: Das Jahr, in dem ich zu masturbieren gegann (Året jag slutade prestera och började onanera)
- 2022: Granite Harbour (Fernsehserie, 3 Folgen)
- 2023: Konferensen
- 2023: Estonia (Fernsehserie, 5 Folgen)
- 2025: Maffia (Fernsehserie)
- 2025: Neben der Spur 2 (Ute och cyklar)